# Taponnat-Fleurignac
Taponnat-Fleurignac – miejscowość i gmina we Francji, w regionie Nowa Akwitania, w departamencie Charente.
Według danych na rok 1990 gminę zamieszkiwało 1175 osób, a gęstość zaludnienia wynosiła 55 osób/km² (wśród 1467 gmin regionu Poitou-Charentes Taponnat-Fleurignac plasuje się na 251. miejscu pod względem liczby ludności, natomiast pod względem powierzchni na miejscu 352.).